# Joachim Weingart

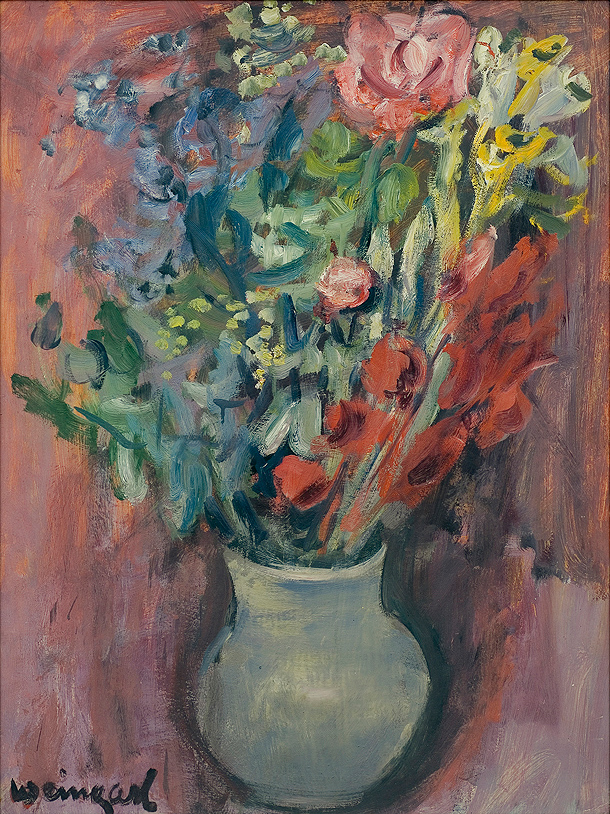
Kwiaty w wazonie

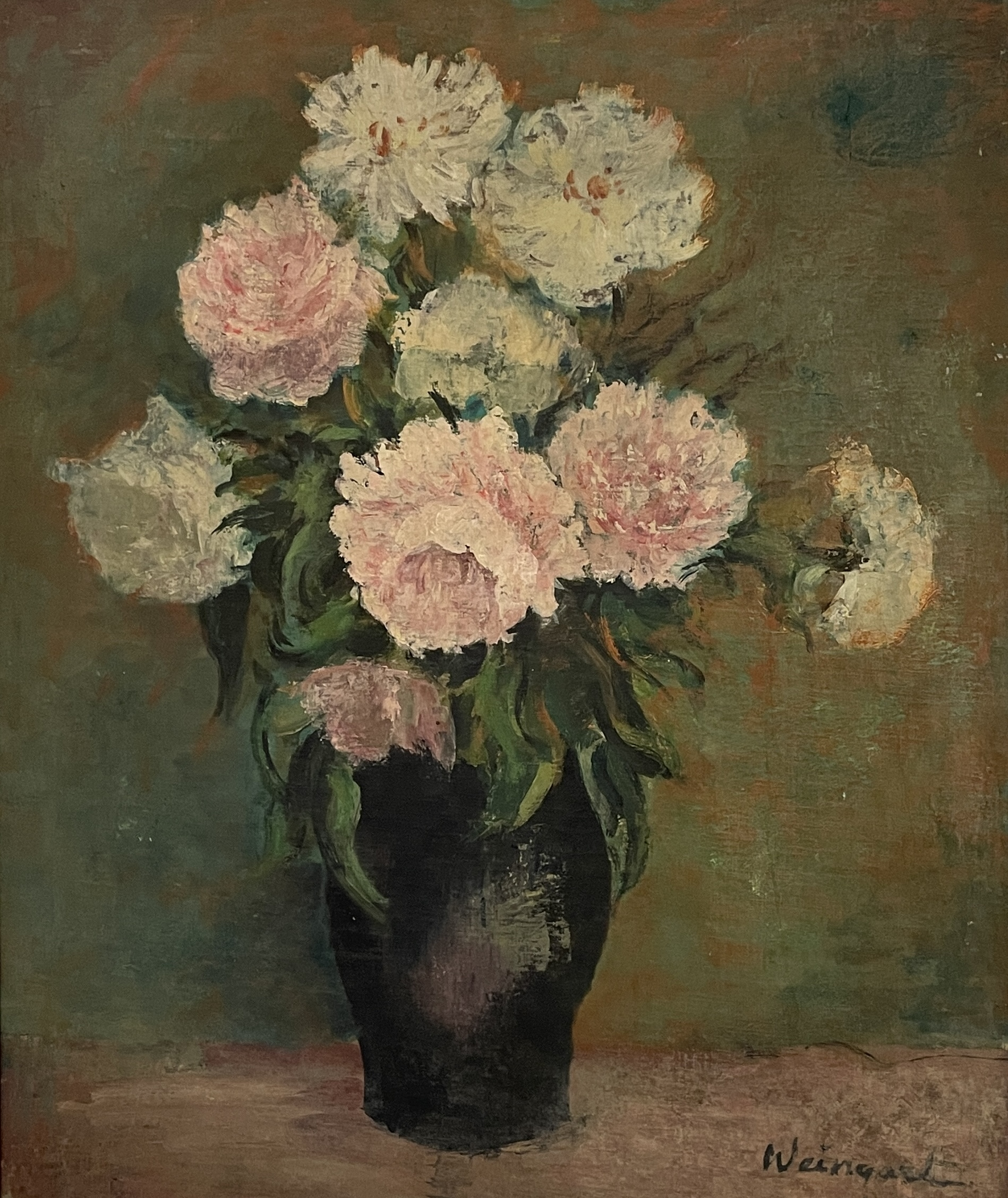
Joachim Weingart kwiaty w wazonie 1928

Joachim Weingart, także Weingarten (ur. 1895 w Drohobyczu, zm. 1942 w KL Auschwitz) – polski artysta malarz pochodzenia żydowskiego. 

## Życiorys
Po ukończeniu gimnazjum we Lwowie rozpoczął w 1912 naukę rysunku w Szkole Przemysłu Artystycznego w Weimarze. W 1914 kontynuował studia na Akademii Sztuk Pięknych w Wiedniu.
Dzięki ufundowanemu przez Karola Katza stypendium wyjechał w 1916 do Berlina. Podczas drugiego pobytu w Berlinie w 1922 w pracowni Aleksandra Archipenki poznał Zygmunta Menkesa, z którym w 1923 wyjechał do Paryża, gdzie wspólnie wynajęli pokój w Hôtel Medical. Sąsiadowali tam z Eugeniuszem Żakiem i Markiem Chagallem. 
Weingart miał w Polsce dwie indywidualne wystawy: we Lwowie (1923) oraz w Żydowskim Towarzystwie Krzewienia Sztuk Pięknych w Warszawie (1932). 
W Paryżu wraz z Alfredem Aberdamem, Leonem Weissbergiem i Zygmuntem Menkesem stworzyli „Grupę Czterech”. Ich wspólna wystawa odbyła się w roku 1925 w galerii „Au Sacre du Printemps”, prowadzonej przez Jana Śliwińskiego.
1930 zawarł kontrakt z marszandem René Gimpelem. Po rozwodzie z żoną, córką francuskiego lekarza, artysta popadł w depresję. 
Po wybuchu II wojny światowej nadal przebywał w Paryżu. Aresztowany przez Niemców 30 marca 1942 został internowany w obozie w Pithiviers i 17 lipca 1942 przewieziony do KL Auschwitz.